# Gonzalo Boye
Gonzalo Boye Tuset (Viña del Mar, Chile, 3 de abril de 1965) es un abogado, empresario, profesor y  editor chileno. Exeditor de la revista Mongolia, es profesor de Derecho procesal-penal en el Centro de Estudios del Colegio de Abogados de Madrid, asesor del European Center for Constitutional and Human Rights de Berlín y del Palestinian Center for Human Rights de Gaza. Es también miembro del equipo de litigios estratégicos del Observatori DESC de Barcelona.
En 1996 fue condenado por la Audiencia Nacional a 14 años de prisión por colaborar con ETA en el secuestro del industrial Emiliano Revilla, de los cuales cumplió seis hasta 2002. En diciembre de 2020 fue procesado por un presunto blanqueo de capitales para el narcotraficante Sito Miñanco.
Como abogado ha participado en procesos judiciales de gran relevancia mediática como el juicio por los atentados del 11 de marzo de 2004, el caso 4F, el caso de Luis Bárcenas o en el caso de Edward Snowden y las Revelaciones sobre la red de vigilancia mundial. Actualmente reside en España. En el año 2016, el director y productor español Sebastián Arabia, hizo una película documental sobre su vida . Hasta agosto de 2017 era secretario del consejo de administración de Diario de Prensa Digital, S.L., la sociedad que publica el periódico digital eldiario.es

## Infancia y estudios
Hijo del periodista chileno Gustavo Boye, cursó sus estudios de primaria en el colegio británico The Mackay School. Se trasladó a Alemania para estudiar Ciencias Políticas y Economía en la universidad alemana de Heidelberg, sin llegar a finalizar sus estudios. Llegó a España en 1987 donde comenzó a trabajar en su propia consultoría.

## Detención y condena
En 1992 fue detenido junto con otras tres personas más de nacionalidad chilena, como sospechoso de haber participado en los secuestros de Emiliano Revilla (1988) y Diego Prado y Colón de Carvajal (1983), hermano de Manuel Prado y Colón de Carvajal, ambos perpetrados por la banda terrorista ETA. Tanto Boye como el resto de los detenidos fueron acusados de pertenecer al Movimiento de Izquierda Revolucionaria (MIR).
Fue declarado culpable de colaborar en el secuestro de Revilla por la Audiencia Nacional, y condenado a una pena de catorce años de prisión. Boye siempre ha defendido su inocencia sobre estos hechos.
En prisión, se matriculó en la UNED y completó la licenciatura de Derecho. En 2002, seis años después de ingresar en prisión, fue puesto en libertad.

## Trayectoria como abogado

### Juicio del 11M
En el año 2007 se persona como abogado de la acusación popular en el juicio por los atentados del 11 de marzo de 2004 en Madrid, representando a Angélica Jeria, viuda de Héctor Figueroa, víctima mortal en los atentados.

### Las causas contra Israel
El 24 de junio de 2008, en representación del Centro Palestino para los Derechos Humanos, presenta en la Audiencia Nacional una querella contra el exministro de Defensa israelí Binyamin Ben-Eliezer, y seis militares más, por el bombardeo del barrio palestino Al Daraj. En 2010 volvería a querellarse contra Israel por el ataque a la flotilla de Gaza.

### Caso Guantánamo
En el año 2009 se querella contra seis de los principales asesores jurídicos del presidente de EE. UU George W. Bush, por diseñar el soporte jurídico que ampararía la apertura y existencia del centro de detención de Guantánamo. Su nombre salió a relucir en las filtraciones masivas de cables de Wikileaks. En estos cables la embajada de EE. UU. en Madrid, informa sobre Boye como uno de los abogados que lidera la demanda contra EE. UU.

### Caso 4F
Fue abogado defensor de Rodrigo Lanza, en el caso 4F. Lanza, junto con otras personas, fue condenado en firme a 5 años de prisión por agredir en febrero del 2006, a un guardia urbano de Barcelona que quedó en estado vegetativo irreversible. Lanza siempre ha defendido su inocencia.

### Caso Bárcenas
En el año 2013 y en representación del Observatori DESC - Barcelona (Derechos económicos, sociales y culturales), presenta una querella contra Luis Bárcenas, por delito fiscal, soborno, tráfico de influencias y falsedad contable derivados de su actividad como tesorero del Partido Popular, así como presunta financiación irregular del propio partido.

### Defensa de Edward Snowden
En el año 2014 se incorpora al equipo jurídico que defiende a Edward Snowden, antiguo empleado de la CIA (Agencia Central de Inteligencia) y de la NSA (Agencia de Seguridad Nacional), acusado por el Gobierno de EE. UU. de revelación de secretos al hacer públicos, a través de los periódicos The Guardian y The Washington Post, documentos clasificados como alto secreto sobre varios programas de la NSA, incluyendo los programas de vigilancia masiva PRISM y XKeyscore.

### Defensa de Tania Sánchez
También ha sido abogado defensor de la política española Tania Sánchez, quien fue imputada en el año 2015 en un caso de tráfico de influencias. Finalmente la causa contra Sánchez fue archivada por no hallarse indicios de delito.

### Defensa de Sito Miñanco
También fue abogado defensor del contrabandista y narcotraficante español Sito Miñanco.

### Defensa de Carles Puigdemont
A finales de 2017 pasó a formar parte de la defensa de Carles Puigdemont, expresidente de la Generalidad de Cataluña imputado por un cargo de rebelión, malversación y desobediencia. En una entrevista concedida a la radio catalana Rac1 en noviembre de 2022, Gonzalo Boye aseguró que el expresidente podría volver a España cuando quisiera y que no sería detenido.

### Defensa de Valtònyc
Defendió al rapero Josep Miquel Arenas Beltrán, conocido como Valtònyc, acusado de enaltecimiento del terrorismo e injurias al rey de España. Este fue condenado por la Audiencia Nacional a pena de prisión.

### Defensa de Pablo González
Desde 2022 es abogado de Pablo González, periodista con doble nacionalidad española y rusa, encarcelado durante casi dos años y medio en Polonia sin pruebas ni juicio y acusado supuestamente de ser espía ruso. Fue liberado como parte de un intercambio de prisioneros entre Rusia y varios países Europeos.

## Actividad en medios de comunicación
Fue cofundador y editor de la revista satírica Mongolia, que lanzó su primer número el 23 de marzo de 2012. También es el editor del blog Contrapoder, dentro del diario digital eldiario.es del que formaba parte de su consejo de administración. Ha colaborado para diferentes medios de comunicación como El País o Público. También ha participado en espacios televisivos como La Sexta Columna o Más Vale Tarde.

### The Guantanamo Trap
En 2010 fue entrevistado para la película documental The Guantanamo Trap, de Thomas Wallner, en la que discute la legalidad y legitimidad de la administración norteamericana en sus actuaciones en el centro de detención de Guantánamo, y la justicia de su propia condena. Sin embargo, en National Review, el ayudante del fiscal general de EE. UU., Andrew C. McCarthy, afirmó que Boye sí había participado en el secuestro de Revilla, y que había sido justamente condenado.

### Ciutat Morta
El 19 de junio de 2014 se estrena la película documental Ciutat Morta, que trata el caso 4F y en la que Boye participa a través de una entrevista como abogado defensor de Rodrigo Lanza.

### Citizenfour
También en el año 2014 aparece en la película documental Citizenfour, dirigida por Laura Poitras, y que trata sobre la figura de Edward Snowden y la Revelaciones sobre la red de vigilancia mundial.

## Filmografía sobre su vida
En el año 2015 el director y productor español Sebastián Arabia, anuncia el inicio de la producción de Boye, película documental que gira en torno a la vida de Gonzalo Boye. Ambos se conocieron durante el año 2014, en donde Arabia rodaba varias entrevistas con el propio Boye para la serie documental Artículo 23, que el cineasta madrileño estaba realizando para el diario digital Público. La cinta tuvo su estreno mundial en el Atlantida Film Fest, el 29 de junio de 2016.
En 2024, Sebastián Arabia, estrenó en Filmin el documental Boye, el enemigo público, segunda parte de Boye (2016). En esta segunda entrega la trama se concentra en la defensa jurídica que Gonzalo Boye lleva a cabo de Carles Puigdemont y otros líderes independentistas catalanes. La cinta también se concentra en la imputación contra el propio Boye, por un presunto delito de blanqueo de capitales.   Arabia declaró a varios medios de comunicación, que había recibido presiones y amenazas por realizar esta producción. 

## Libros
- Y ahí lo dejo. Crónica de un proceso (Roca Editorial) (2019)
- Así están las cosas. Cómo ganamos en Europa (Roca Editorial) (2020)
- ¿Cloacas? Sí, claro (Roca Editorial) (2021)
- Se llama cáncer. Datos, vivencias, sensaciones, sentimientos y reflexiones sobre el actual sistema jurídico en España (Roca Editorial) (2022)